# Arcmaszkok a Covid19-világjárvány idején

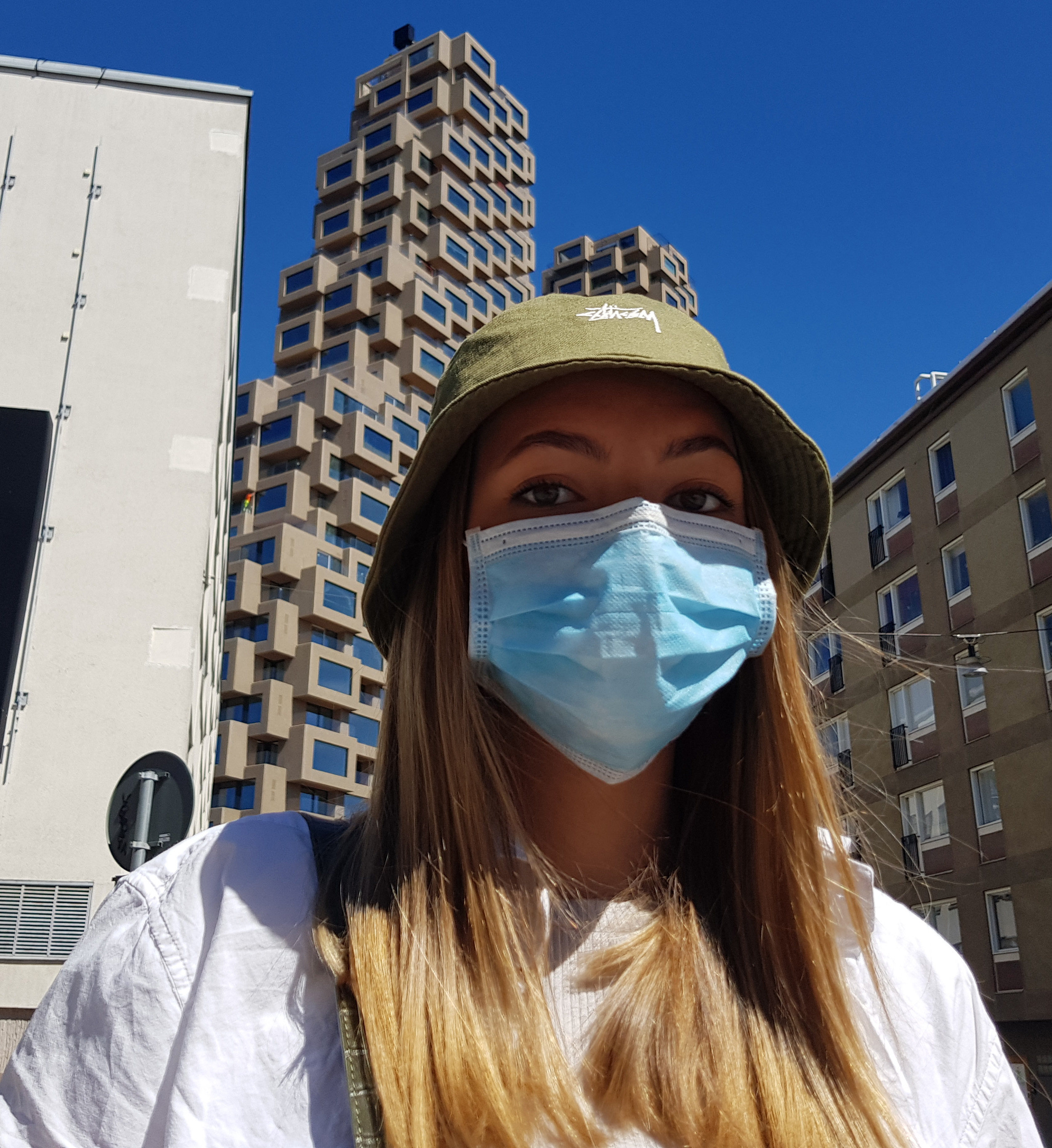
Helyesen viselt arcmaszk

A Covid19-világjárvány idején viselt arcmaszkok személyi egészségügyi védőeszköznek számítanak és a SARS-CoV-2 vírus terjedésének megakadályozását szolgálják. Használatuk egyrészt saját magunknak nyújt védelmet, másrészt akadályozza a fertőzést okozó vírus átvitelét a környezetre.
A maszk viselését különböző egészségügyi hatóságok és kormányok ajánlják. Az Egészségügyi Világszervezet (WHO) és más szervezetek egyetértenek abban, hogy a maszk viselése korlátozhatja, hogy kilélegzéskor kórokozók, mint amilyen a Covid19 is, a környezetbe kerüljenek. Vannak azonban, akik ezt a hatást vitatják, egyes egészségügyi hatóságok és kormányok eleinte ellenezték a maszkviselésre vonatkozó előírások kiadását.
2020 májusának elején a világ népességének 88%-a olyan országokban élt, ahol ajánlották vagy előírták a maszk viselését nyilvános helyen: több mint 75 országban előírták ezt. Vita folyt arról, hogy vajon maszkot kell-e viselni, ha betartható a 2 méteres távolságtartás és testgyakorlás közben. Néhány ország egészségügyi hatósága azonban idővel megváltoztatta a maszkviselésre vonatkozó ajánlásait.
Hiány is mutatkozott a maszkokból, ami szabálytalan és gyenge minőségű maszkok elterjedéséhez vezetett a piacokon, ami jelentősen rontotta a maszkviselés hatásosságát.
Az arcmaszkoknak többféle típusa van:
- textilmaszkok,
- lazán illeszkedő sebészeti maszkok,[Megj. 1]
- az arcra szorosan illeszkedő, szűrővel ellátott maszkok, ideértve a nem hitelesített porvédő maszkokat és a hitelesített légzésvédelmi maszkokat is (N95, KN95, N99 és FFP jelű maszkok),
- egyéb légzésvédelmi maszkok, amelyek szintén rendelkeznek N95, N99, FFP osztályú szűrőbetéttel.[12]

Az arcot takaró átlátszó pajzsok, orvosi védőszemüvegek és egyéb egyéni védőfelszerelések néha szintén használatosak az arcmaszkkal együtt.

## A maszkok típusai

### Textilmaszkok
Az arcmaszk a beszédkor, köhögéskor, tüsszentéskor a levegőbe kerülő váladékcseppek legnagyobb részének visszatartására szolgál és ezzel meggátolja, hogy az azokon elhelyezkedő kórokozók a környezetbe kerüljenek.
A szájat és orrot egyaránt takaró textilmaszkot szövetből vagy kötött kelméből készítik. Ezek hatékonysága nagyban függ az anyagtól, attól, hogy mennyire illeszkedik az archoz, a textilrétegek számától és egyéb tényezőktől. Bár ezek a maszkok többnyire kevésbé hatékonyak, mint a sebészeti maszkok, az egészségügyi hatóságok egy része mégis javasolja használatukat a nagyközönség számára szükségmegoldásként, ha sebészeti maszk nem kapható. A sebészeti maszkokkal ellentétben a textilmaszkokra nem vonatkoznak hivatalos szabványok.
Egy tanulmány bebizonyította, hogy egy improvizált maszk is jobb, mint a semmi, de nem vetekedhet egy lágy elektret szűrővel ellátott sebészeti maszkkal, amely megvédi az egészségügyi dolgozót egy megfertőzött beteg kezelésekor.
Egy másik tanulmányban arról olvashatunk, hogy önkéntesek saját maguk által készített maszkot viseltek, amelyeket pamut T-ingek anyagából készítettek annak mintájára, ahogy a szabványos, hátulkötős sebészeti maszkok kinéznek. Azt találták, hogy azoknak a mikroszkopikus részecskéknek a száma, amelyek beszivárognak a házilag készített maszkokba, kétszerese annak, mint a kereskedelemben kapható maszkok esetében.
A szövetek és szövetből készült maszkok szűrőképességének vizsgálatára vonatkozó szakirodalom egy tudományos összefoglalója  azt javasolja, hogy ezeket a maszkokat 2–4 rétegűre készítsék sima vagy enyhén bolyhos szövetből, amelyben a fonalsűrűség legalább 40 fonal/cm. A rétegszám növelésével nő a szűrőképesség, de csökken a légáteresztő képesség. Ez azonban nehezebbé teszi a maszk viselését, és növeli annak lehetőségét, hogy a maszk széleinél szivárgás jöjjön létre.  Az említett tudományos összefoglaló javaslatokat tartalmaz a házilag készített maszkok kivitelére, anyagára, rétegezésére, és arra, hogyan kell a maszkot felvenni és levenni, tisztítani.

#### Fertőtlenítés és újrahasznosítás
2020 májusáig a maszkokkal kapcsolatban nem végeztek kutatásokat és azok újrahasznosítására vonatkozólag. Az Amerikai Egyesült Államok illetékes hatósága (Centers for Disease Control and Prevention, CDC) azt ajánlja, hogy levételkor a maszkot csak a hurkok vagy a megkötő szalagok megfogásával távolítsuk el és mindjárt tegyük a mosógépbe, és legalább 20 másodpercig mossuk a kezünket vízzel és szappannal. Azt is javasolják, hogy a maszk levétele előtt is mossuk meg a kezünket, és mindannyiszor mossunk kezet, amikor megfogjuk a maszkot.
Nincs információ a maszkba helyezett szűrőbetét újrahasznosítására és ártalmatlanítására nézve – kívánatos, hogy minden egyes használat után kidobjuk. A textíliák szűrési tulajdonságáról nem áll rendelkezésre szakirodalmi összefoglaló, és más háztartási anyag használata szűrőként nem javasolt. Egy harmadik szövetréteg alkalmazása hasznos lehet.

### Sebészeti maszkok

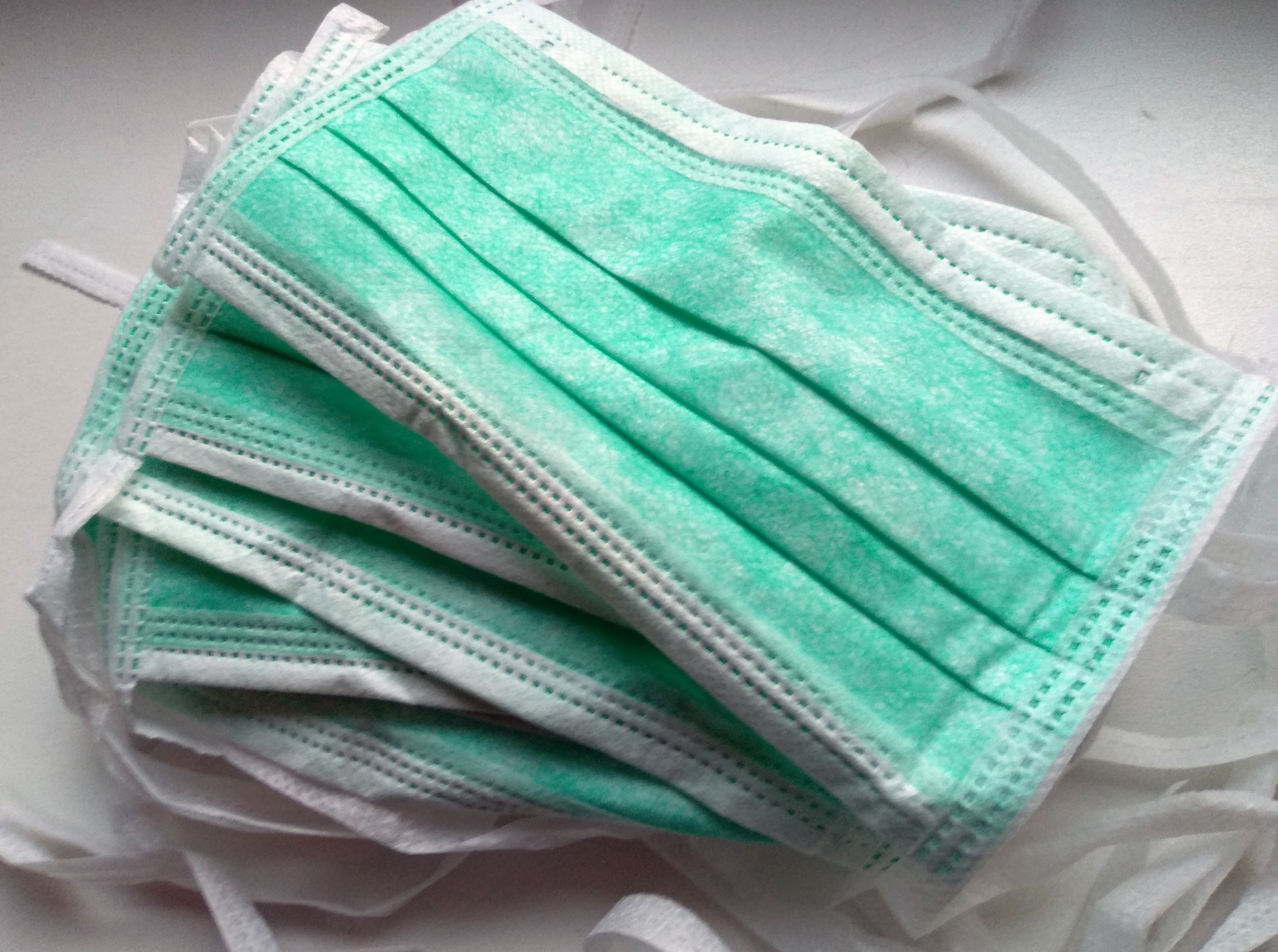
Sebészeti maszk

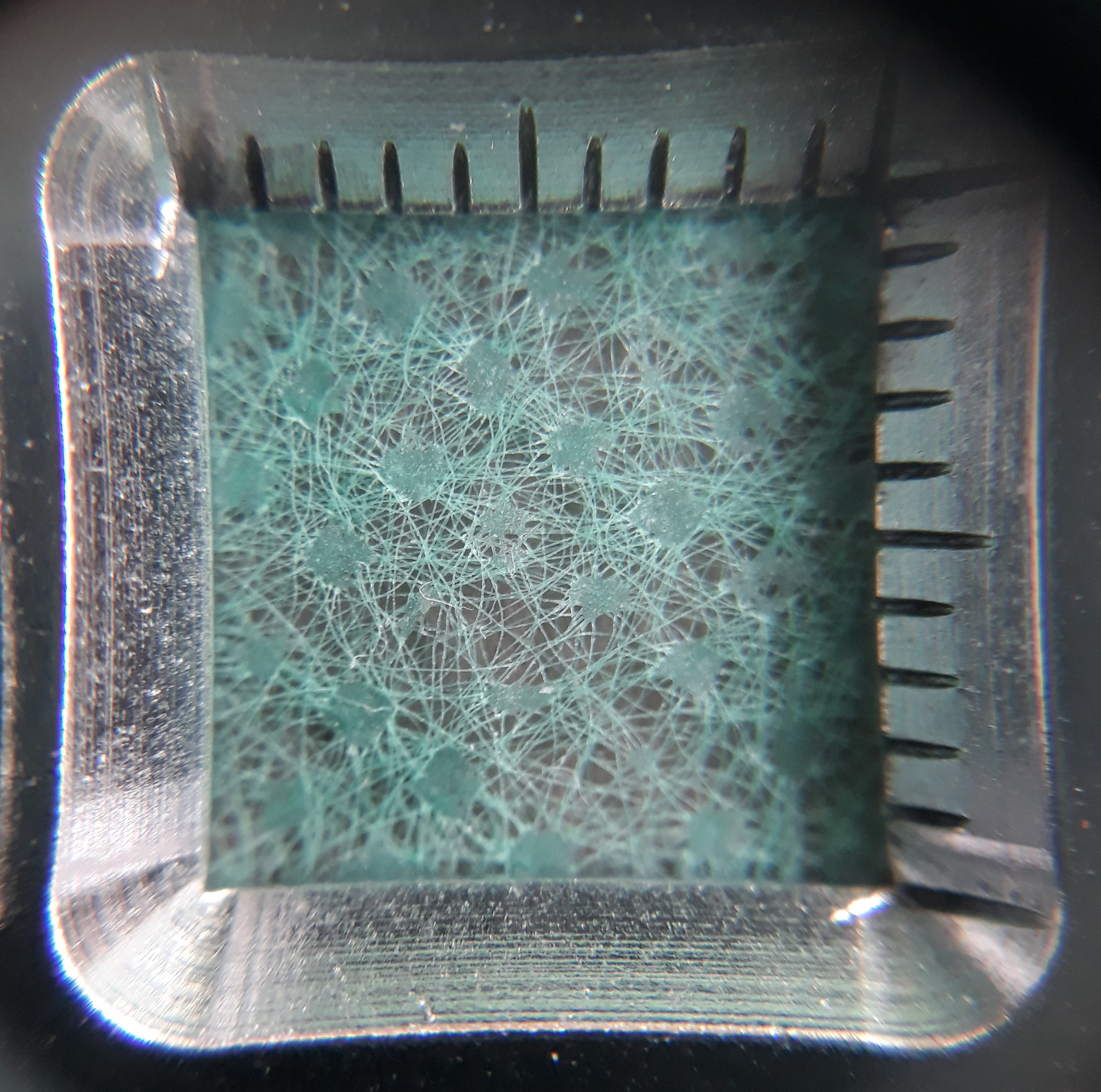
Sebészeti maszk külső rétege 12-szeres nagyításban

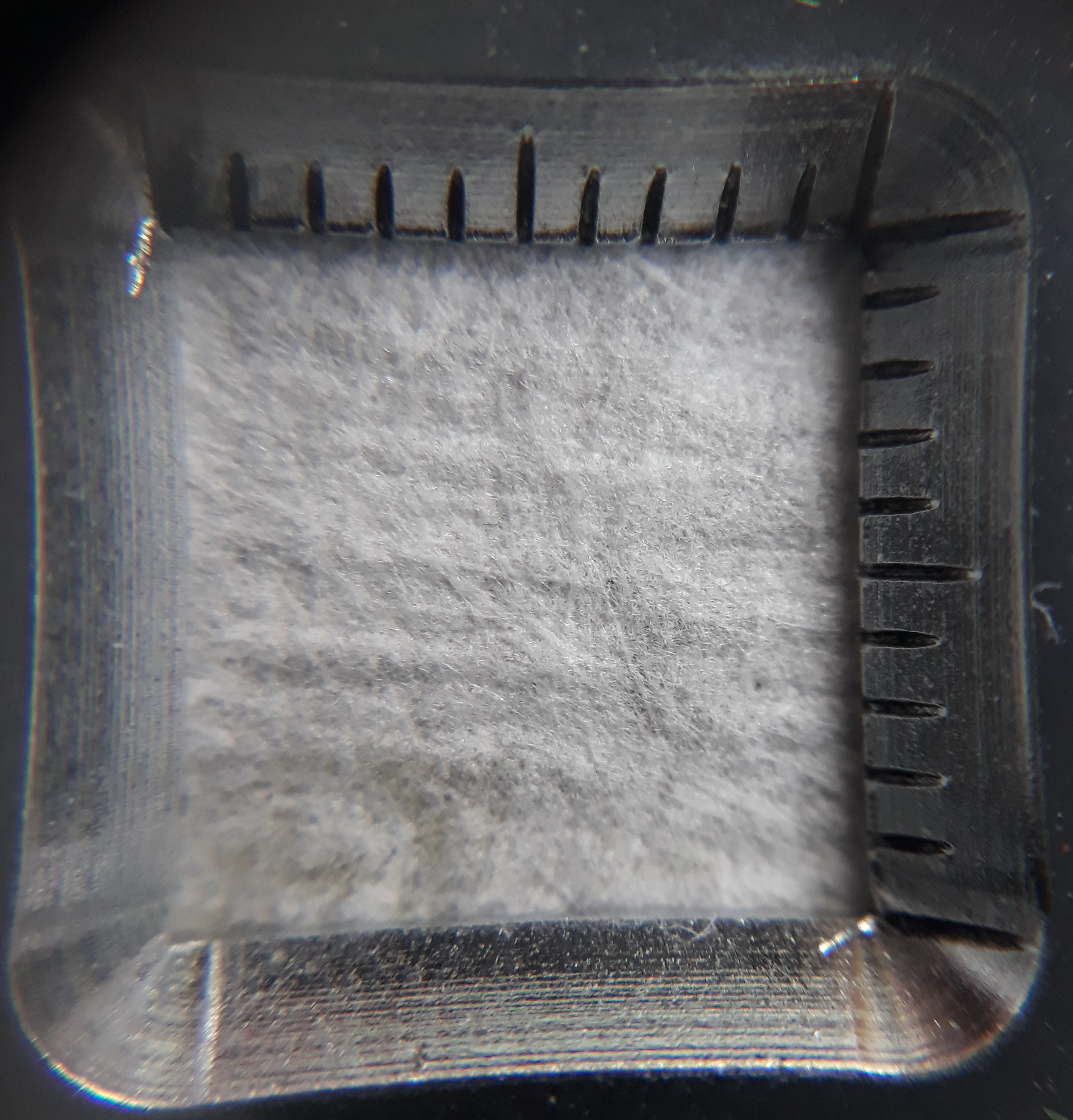
Sebészeti maszk középső rétege 12-szeres nagyításban

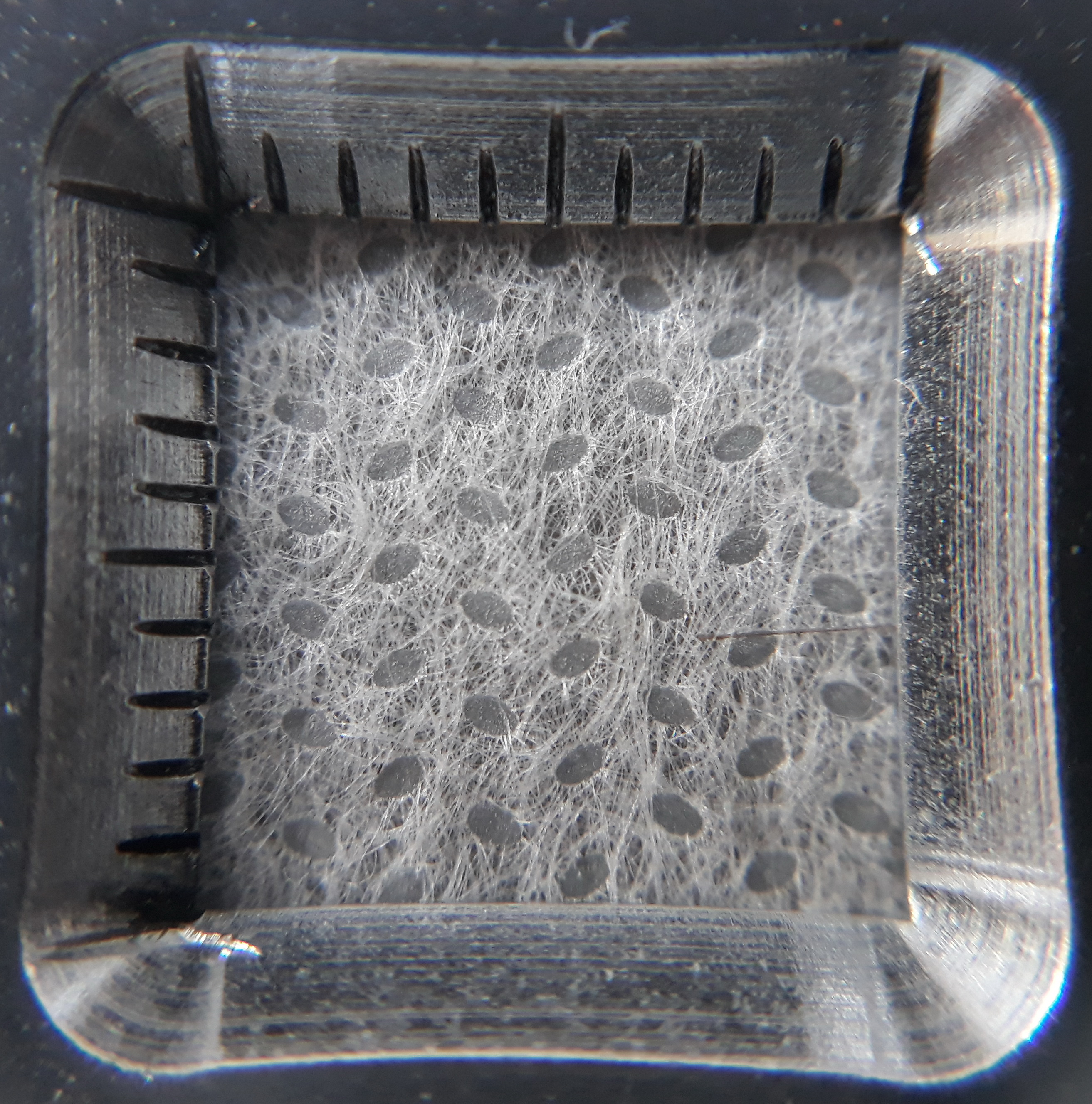
Sebészeti maszk belső rétege 12-szeres nagyításban

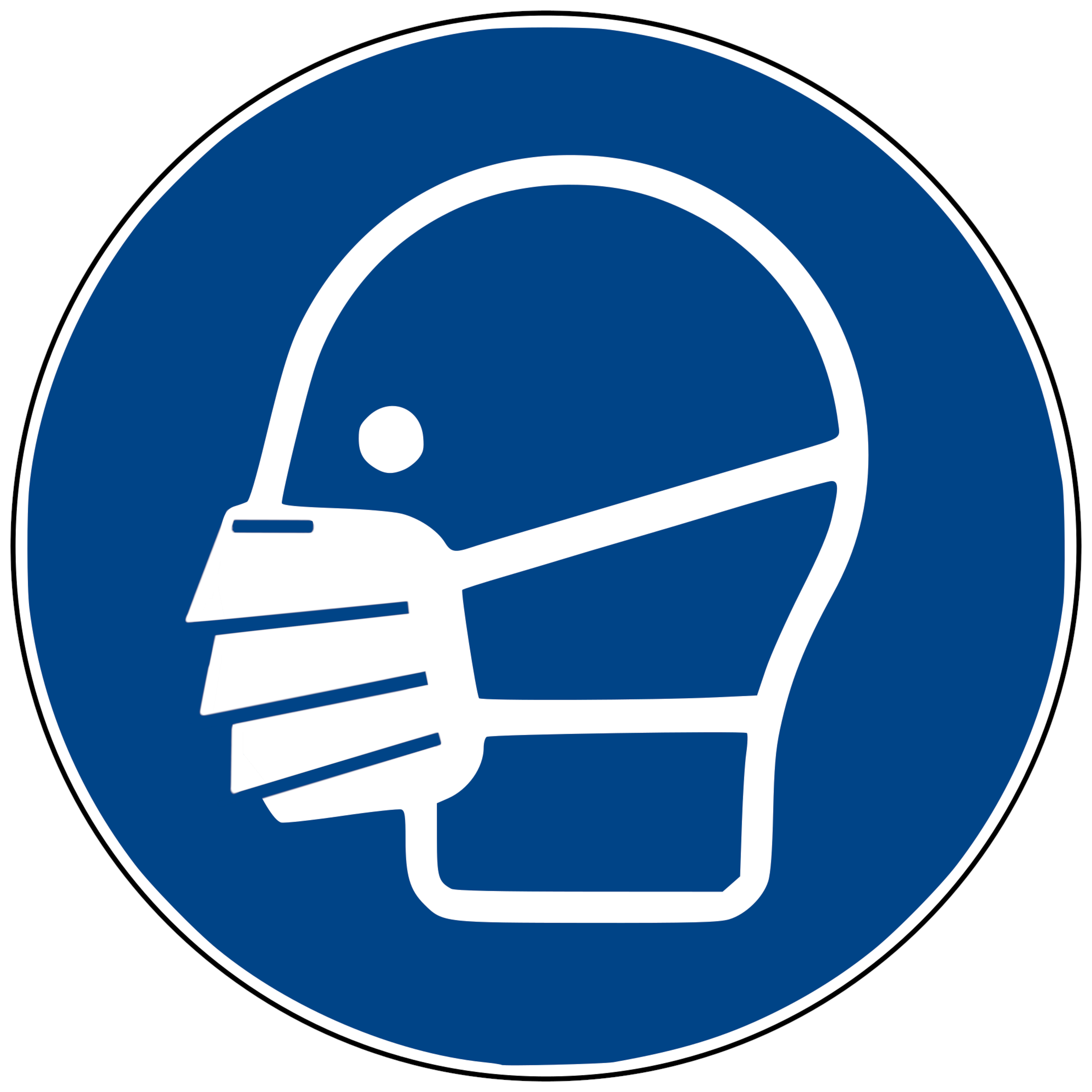
Hogyan kell viselni a sebészeti maszkot: 1) a felső széle szorosan illeszkedjék az orra és az arcra, 2) kívül a maszk ráncai lefelé néznek, 3) takarja a szájat, 4) szorosan illeszkedjék az áll alatt.

A sebészeti maszk egy lazán illeszkedő, egyszer használatos eszköz, amely a lehetséges szennyezőanyagok számára fizikai gátat képez viselőjének szája és orra, valamint a közvetlen környezet között. Ha helyesen viselik, a sebészeti maszk segít visszatartani az esetleg vírusokat és baktériumokat hordozó, szétfröccsenő váladékcseppeket, amelyek a szájban lehetnek. A sebészeti maszk segíthet csökkenteni annak a lehetőségét is, hogy viselőjének nyála és egyéb váladéka a kilélegzéskor másokra átkerüljön.
A szabványos sebészeti maszkokat nemszőtt kelmékből állítják elő, általában több rétegből állnak. A belső és külső réteg ún. spunbond eljárással, a középső – a voltaképpeni szűrő – réteg melt blow eljárással készül. Az előbbiben a szálak vastagsága kb. 10–50, az utóbbiban 1–5 μm vastagságúak (mikroszálak), azaz az utóbbi réteg sokkal szorosabb szálszerkezetet, következésképp a szálak között nagyságrendekkel kisebb nyílásokat eredményez. Egyes kiviteleknél a szűrőrétegben a szálak elektrosztatikus töltésűek, azaz ún. elektret anyagok. Az elektret szűrő megnöveli annak az esélyét, hogy a kisebb részecskék irányt változtassanak és beleütközzenek a szálba, ahelyett, hogy egyenesen áthaladnának (elektrosztatikus csapda). Bár vannak olyan fejlesztési munkák, amelyek arra irányulnak, hogy az elektret szűrőanyagok moshatók és újra felhasználhatók legyenek, a jelenleg kaphatók tönkremennek a fertőtlenítés, szappanos mosás vagy alkoholos tisztítás hatására, mert eltűnik belőlük az elektromos töltés. A Covid19-járvány idején az egészségügyi hatóságok iránymutatásokat adtak ki, hogyan kell megvédeni, fertőtleníteni és újra felhasználni az elektret szűrős maszkokat, anélkül, hogy szűrő hatásuk sérülne. A szabványos sebészeti maszk nem mosható.
A szokványos sebészeti maszk kivitelénél fogva nem képes visszatartani a nagyon apró részecskéket, amelyek köhögéskor, tüsszentéskor a levegőbe kerülhetnek, és nem nyújtanak védelmet a mikróbák és más szennyezőanyagok ellen sem, mert lazán illeszkednek az archoz és a széleiken hézagok keletkeznek. Mégis a gyakorlatban bizonyos fertőzések, mint például az influenza esetén hatásosnak bizonyulnak (mint amilyen mértékben az N95 és az FFP).
A sebészeti maszkokat különböző szabványok szerint készítik a világ különböző országaiban, és aszerint osztályozzák, hogy mekkora részecskék kiszűrésére alkalmasak. A Kínai Népköztársaságban például két változatot különböztetnek meg: az egyszer használatos sebészeti maszkokat (YY/T 0969 jelzés) és a sebészeti maszkokat (YY 0469 jelzés). Az előbbieket csak baktérium méretű (BFE ≥ 95%), az utóbbiakat baktérium méretű (BFE ≥ 95%) és vírus méretű (PFE ≥ 30%) részecskék kiszűrésére ajánlják.

### Szűrőbetéttel ellátott légzésvédő arcmaszkok

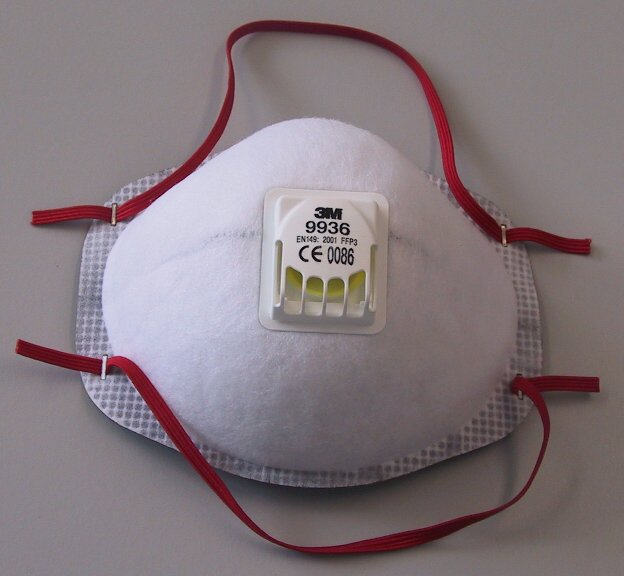
Szűrőbetéttel ellátott maszk

Az N95 jelű maszk egy részecskeszűrővel ellátott légzésvédő arcmaszk, amely megfelel az USA egészségügyi hatósága (National Institute for Occupational Safety and Health) által meghatározott N95 szerinti szűrési fokozatnak, ami azt jelenti, hogy a levegőben terjedő részecskék legalább 95%-át kiszűri, de nem olajálló, mint amilyen a P95 jelű maszk. Ez a leggyakrabban használt részecskeszűrős légzésvédő arcmaszk. A mechanikus szűrővel ellátott maszkok, amelyek a részecskéket kiszűrik ugyan, de a gázok vagy gőzök ellen nem védenek. Mint a közbenső szűrőréteggel ellátott maszkok, az N95 maszk is négy polipropilénből készült nemszőttkelme-rétegből épül fel. Az ennek megfelelő, az Európai Unióban használt arcmaszk az FFP2 jelű termék.
A kemény elektret-szűrős maszkoknak, mint amilyen az N95 és az FFP jelű, szorosan kell illeszkedniük az archoz, hogy teljes védelmet nyújthassanak. A szélek vazelinnal történő bekenése csökkenti a széleken történő szivárgást, ahogy azt légzésszimuláló próbababákon kimutatták.
Néhány N95 típusú légzésvédő maszk, különösen azok, amelyeket ipari felhasználásban alkalmaznak, lélegző szeleppel vannak ellátva, ami javítja a viselési kényelmüket, megkönnyítve a lélegzést, csökkentve a kilélegzéskori szivárgást, és megakadályozva a szemüvegek bepárásodását. Ezek a maszkok már nem segítenek a kórokozók belélegzése okozta betegség ellen, mint amilyen a Covid19, ha szimptómákat nem mutató, de lehetséges fertőző személy használja.
A Covid19-járvány idején hiány mutatkozott a szűrővel ellátott légzésvédő maszkokban, ezért a kívánatosnál hosszabb ideig ismételten használták azokat fertőtlenítéssel vagy anélkül. Az egészségügyi hatóságok irányelveket adtak ki, hogyan kell ezeket megóvni, fertőtleníteni és újra használni, minthogy néhány fertőtlenítő eljárás rontja a szűrő hatékonyságát. Egyes kórházak óvatosságból összegyűjtötték a használt maszkokat, volt kórház, ahol újból felhasználták azokat.

### Rugalmas, többször használható légzésvédő arcmaszk

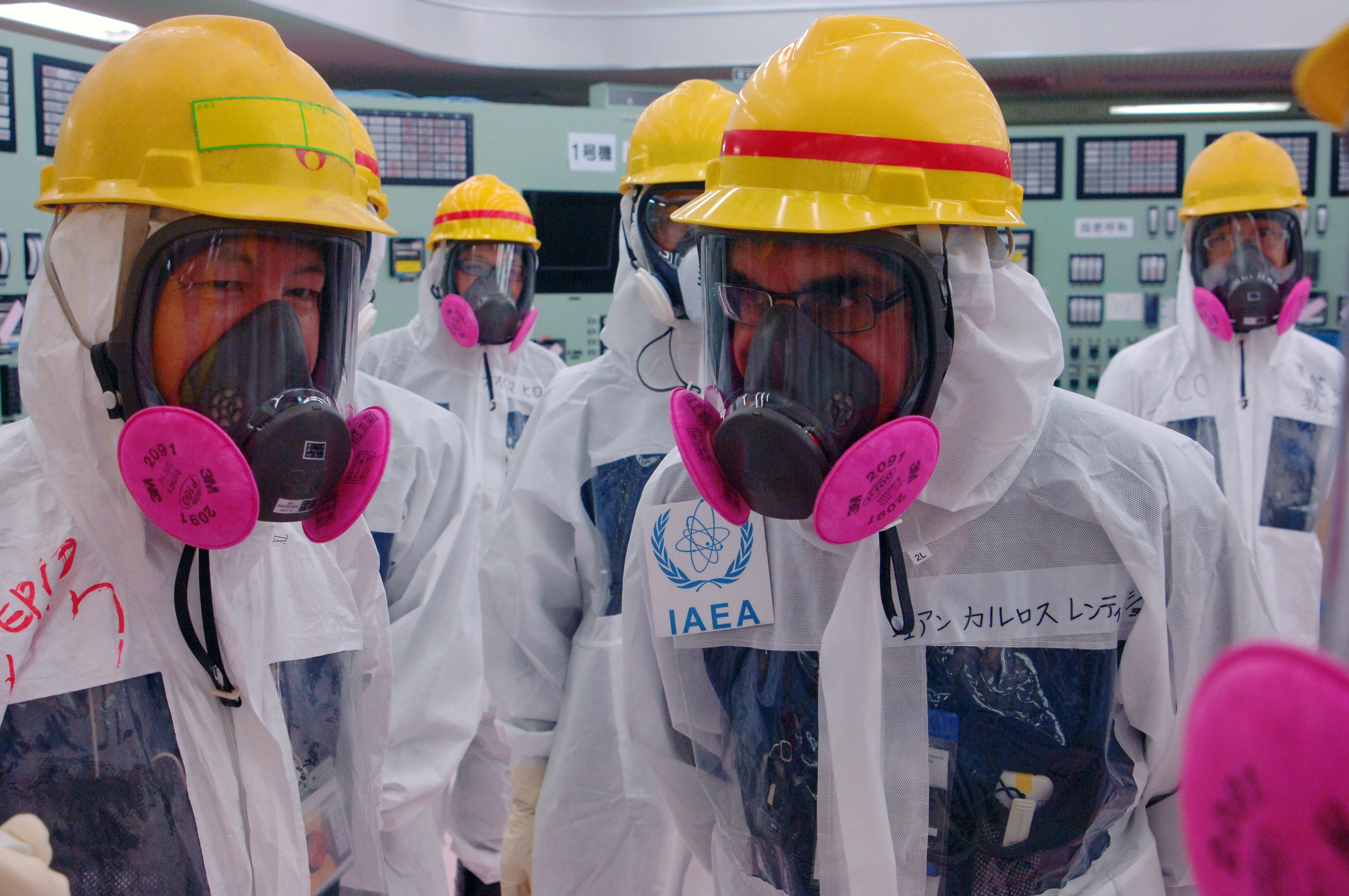
Rugalmas légzésvédő arcmaszk

A rugalmas anyagból (gumiból vagy rugalmas műanyagból) készített légzésvédő maszkok többször is felhasználhatók, és cserélhető szűrőbetéttel rendelkeznek. Egyenértékűek az N95 jelű maszkokkal, vagy védőképességük tekintetében még felül is múlják azokat. A Covid19-járvány idején a hiányzó N95 maszkok helyett ezeket használták.
A szűrőbetéteket ki kell cserélni, ha megsérülnek, szennyeződnek vagy eltömődnek. Hiány esetén nehéz ilyen szűrőbetétet beszerezni, ezért sterilizálják, mégpedig olyan körülmények között, ami nem sérti a szűrőt és újra felhasználhatóvá teszi azt. Az orvosi gyakorlatban tisztítani és fertőtleníteni kell a szűrőbetétet, mert egyes kórokozók hosszú hetekig is életképesek maradnak.
A rugalmas légzésvédő maszkoknak az arcot teljesen takaró változatai jobban illeszkednek és védik a szemet is. Ha kilélegző szelep is van rajtuk, használatuk ellenjavallt olyan helyen, ahol a szűretlen kilélegzett levegő fertőzést okozhat másokon (pl. sebészeteken). A jó illeszkedés és az ellenőrzés elengedhetetlen a hatékonyság érdekében.

### Újabb fejlesztésű arcmaszkok
2020. április 15-én kutatók bejelentették, hogy kifejlesztettek egy biológiailag lebomló anyagot arcmaszkok céljára, amely akár 100 nm méretűnél kisebb részecskéket is ki tud szűrni, beleértve a vírusokat is, és nagy mértékben lélegzőképes. Két izraeli cég arról számolt be, hogy antivirális arcmaszkokat fejlesztett ki: az egyikbe vírusellenes réz-oxid és cink-oxid nanorészecskéket építettek be, a másik pamutból készült réz-oxid részecskéket és nanoszálakat tartalmazva. Más izraeli kutatók 3D nyomtatással készült, antiszeptikus bevonattal ellátott nanoszálakat állítottak elő, amelyeket egyszerűen hozzá lehet adni a hagyományos maszk anyagához, mint kiegészítő védelmet nyújtó anyagot. Ismét más kutatók közölték, hogy grafént használtak annak érdekében, hogy öntisztító és fototermikus tulajdonságokat adjanak a maszknak. 2020 márciusában Huang Jiaxing volt az első tudós, aki 200 ezer dollár jutalmat kapott az Egyesült Államok Nemzeti Tudományos Alapjától (National Science Foundation) olyan vegyszer kifejlesztéséért, amely biztonságosan beépíthető az arcmaszk anyagába, és amely védelmet nyújt a SARS-CoV-2 vírus ellen, egyidejűleg öntisztító hatású a távozó cseppeken is.

## Arcvédő pajzsok és a szem védelme

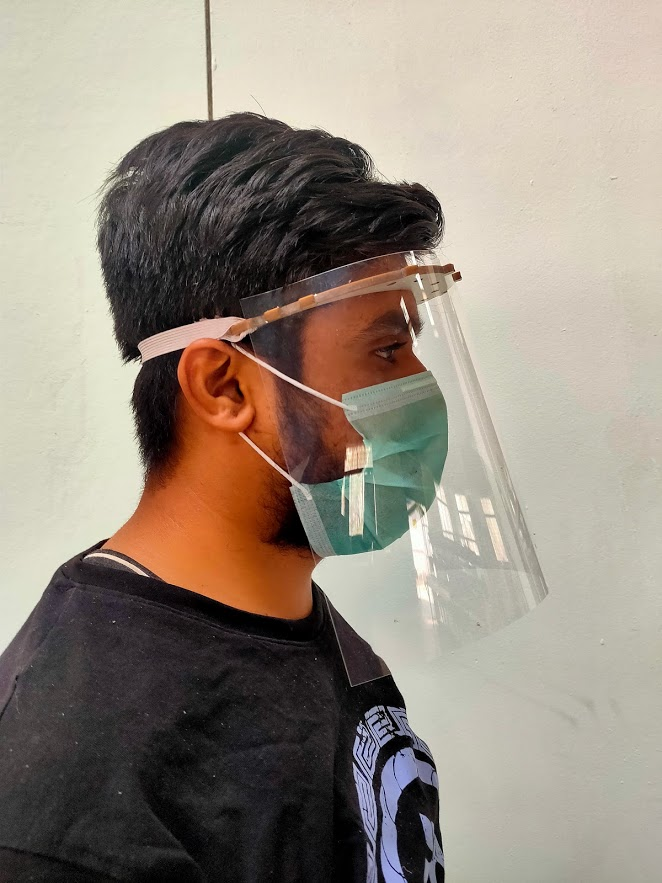
Arcvédő pajzs

Az arcvédő pajzsok védelmet nyújtanak a fröccsenő anyagok ellen. Köhögésszimulációs kísérletek azt mutatták, hogy ezek védelmet nyújtanak a viselőjük számára a köhögésnél a nagyméretű cseppek ellen, de kevésbé hatékonyak a kisméretű permetek ellen, amelyek hosszabb ideig a levegőben lebegnek, és megkerülve a pajzsot ismét belélegezhetők. Mivel az arcvédő pajzs a szélein nem illeszkedik az archoz, a szájat és az orrot takaró maszkkal együtt kell viselni. Az arcvédő pajzs használatát az egészségügyben nem javasolják.
A koronavírusok átadásának vizsgálatával foglalkozó tanulmányok szerint a szemek védelme kisebb fertőzési veszélyt eredményez.

## Érvek a maszkviselés mellett
A kínai Nemzeti Egészségügyi Bizottság szerint a maszk viselése mind a nagyközönség, mind az egészségügyi dolgozók számára előnyös:
- Nagyon sokan lehetnek fertőzöttek, anélkül, hogy tüneteik lennének, vagy csak nagyon enyhe tünetei vannak.[53]
- Sok helyen nehéz, sokszor lehetetlen betartani a szociális távolságot az együtt tartózkodás teljes idejére.[53]
- Ha csak a fertőzött személyek viselnek maszkot, ez negatív ösztönzést jelenthet számukra. Egy fertőzött személy esetleg nem kap pozitív visszajelzést, csak viseli a kényelmetlenséget, a maszk költségét és még előítélettel is vannak vele szemben.[53]
- Kínában nincs hiány a maszkokból. Ott megvan a szükséges gyártó kapacitás a szükségletek fedezésére.[53]

Yuen Kwok-yung, a Hongkongi Egyetem mikrobiológusa szerint még látszólag egészséges embereknek is célszerű maszkot hordani, mert tüneteket nem mutató emberekről is átterjedhet a betegség. Wang Linfa járványügyi szakértő, a Duke University és a Szingapúri Egyetem kutatási csoportjának vezetője azt mondta, hogy a maszkviselés inkább gátolja a betegség terjedését, mint hogy védene ellene. Lényeges, hogy az is takarja el az arcát, aki nem is tudja, hogy beteg lehet. Mindenkinek viselnie kell tehát a maszkot nyilvános helyen. Cheng, Lam és Leung 2020. április 16-án a The Lancet c. lapban azt nyilatkozták, hogy a maszk viselése elsősorban a többi embert védi a cseppfertőzés ellen, és hangsúlyozták ennek fontosságát a tünetmentes emberek által esetleg terjesztett fertőzés megelőzésére.
Gandhi, Beyer és Goosby 2020. július 31-én azt közölte, hogy a maszkviselés megnehezíti a vírus behatolását a szervezetbe, és így csökkenti a fertőzés súlyosságát.
Stephen Griffin, a Leedsi Egyetem virológusa szerint „a maszk viselése csökkenti viselőjének azt az indíttatását, hogy arcához nyúljon, ami pedig a megfertőződés legnagyobb veszélye, ha az ember keze nem tiszta.” 
Greenhalgh és társai 2020. április 27-én az elővigyázatosság mellett érveltek, hogy bátorítsák az embereket a maszkviselésre. Mások ezzel egyetértettek abból kiindulva, hogy jobb óvatosnak lenni, mint bajba kerülni.

## A maszkok helyes kezelése és viselése
Ahogy a maszkviselés elterjedt a világjárvány idején, egyre több jelentés érkezett arról, hogy a nagyközönség egy része nem viseli és kezeli helyesen a maszkot. Suzanne Willard, a Rutgers School of Nursing klinika professzora megfigyelte, hogy a nagyközönség nem szokott maszkot viselni és ezeket a laikusokat egészségük biztonsága érdekében kérni kell a maszk viselésére, amire szakembereknek meg kell őket tanítani.
Zane Saul, a Bridgeport Hospital infektológusa kijelentette: „Azt tapasztalom, hogy az emberek nem takarják el az orrukat a maszk viselésekor, csak a szájukat. Nagyon fontos az orr letakarása is.” Daniel Gottschall, a bridgeporti Harttford HealthCare és a St. Vincent’s Medical Center egészségügyi ügyekkel foglalkozó alelnöke azt magyarázta, hogy „a maszk a viseléskor igen sok váladékot tart vissza. Ha csak a szájat vagy csak az orrot takarják el vele, azaz nem helyesen viselik, ezek a váladékok kijutnak a környezetbe és elérhetnek másokat”.
Zeynep Tufekci, az információtudomány professzora felhívta a figyelmet arra, hogy a maszkviselésre irányuló üzenetek megfelelő tájékoztatásokat kellene tartalmazniuk arra nézve, hogy például hogyan mossák ki azokat kézi mosással – ahelyett, hogy lebeszélnék az embereket a maszkviselésről, mint ahogy ez a világjárvány kitörésének kezdetén történt. Az Európai Betegségmegelőző és Ellenőrző Központ ( European Centre for Disease Prevention and Control) hangsúlyozta, hogy a helyes maszkviselés a közösségekben javulhat, ha felvilágosító kampányokat indítanak, és ez kulcsa a védekezés hatékonyságának. Egészségügyi intézmények, mint pl. az Egészségügyi Világszervezet (WHO), iránymutatásokat adtak ki a maszkviselésről.

## Gyártás
2019 májusi adat szerint a Kínai Népköztársaságban gyártották az arcmaszkok világtermelésének felét. A világjárvány terjedésével több országban sürgősen megkezdték vagy bővítették a gyártást. Mezőgazdasági üzemek és önkéntes csoportok jelentek meg textilmaszkok gyártásával, helyi használatra. Ezek különböző szabásminták szerint készültek és egyes típusok az orra illeszkedő csiptetővel is rendelkeztek. Kórházak fejlesztettek ki és igényeltek könyvtárakat speciális kivitelű maszkokra.
2020 első öt hónapjában 70 802 új céget jegyeztek be Kínában arcmaszkok gyártására és forgalmazására. Ez 1256% növekedést jelent 2019-hez képest, és 7296 új vállalkozás indult a maszkok fő anyagául szolgáló nemszőtt kelme gyártására és forgalmazására, ami 2277%-os növekedés az előző évhez képest. Áprilisban azonban a kínai kormány szigorúbb intézkedéseket hozott. Csak Yangzhongban 867 nemszőttkelme-gyártót bezártak. Az exportszabályok változása és az engedélyezések megszigorítása miatt, valamint a gyengébb minőségű termékek iránt visszaesett világkereslet miatt számos spekulációs célból létrejött cég bezárt.

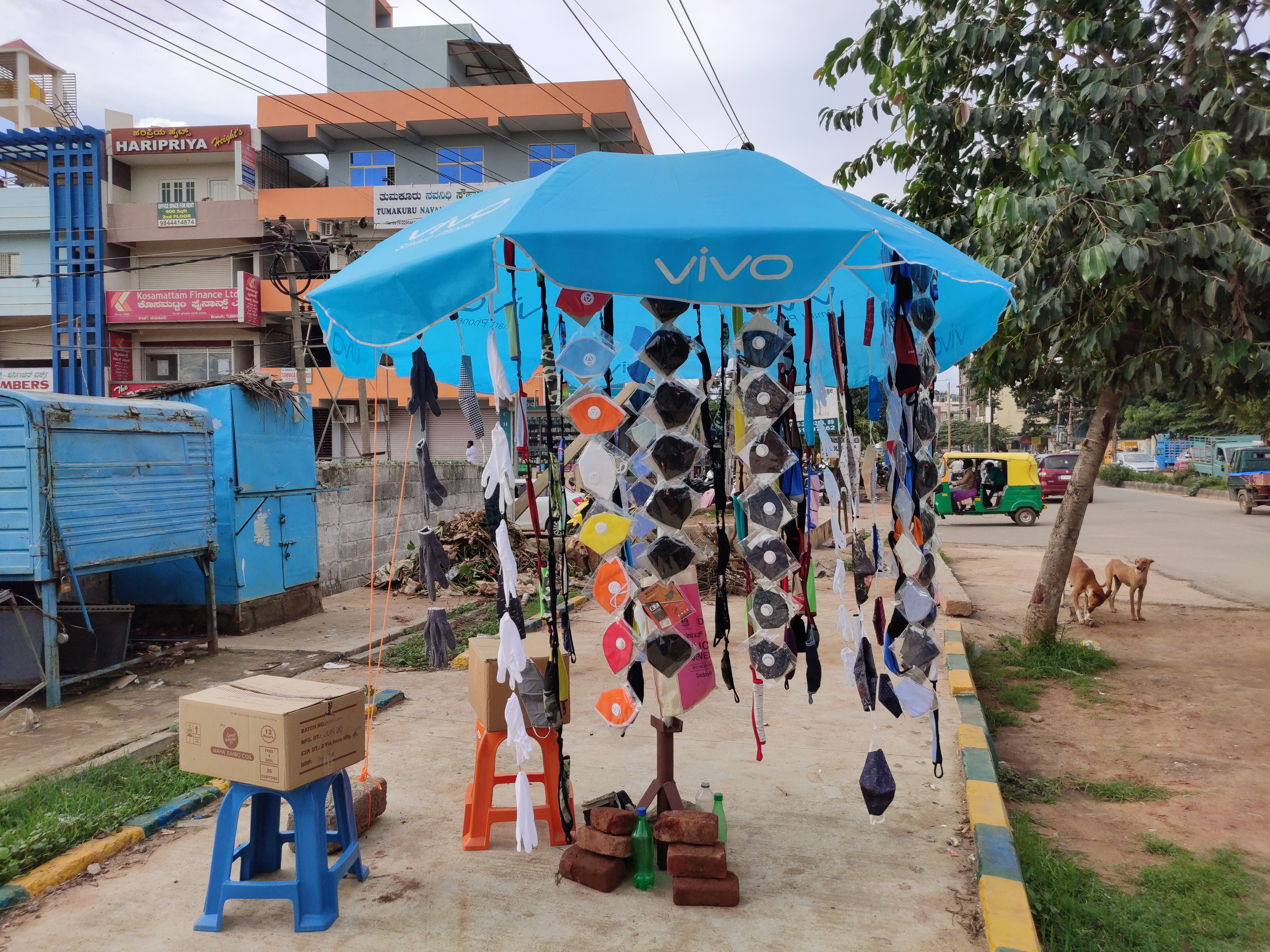
Divatos arcmaszkok

## Maszk és divat
A maszkviselés a divatra is kihatott, a maszkok önmagukban is a divat tárgyai lettek. Haute couture márkák figyelembe vették mind az egészségügy, mind az esztétikum igényét. Ahogy a textilmaszkok népszerűek lettek a fogyasztóközönség körében, úgy váltak egyúttal divatcikké is.

## Fordítás
- Ez a szócikk részben vagy egészben a Face masks during the COVID-19 pandemic című angol nyelvű Wikipédia-szócikk Introduction, Types of masks, Rationale for wearing masks, Correct handling and wearing of masks, Manufacturing, Fashion című fejezete ezen változatának fordításán alapul.  Az eredeti cikk szerkesztőit annak laptörténete sorolja fel. Ez a jelzés csupán a megfogalmazás eredetét és a szerzői jogokat jelzi, nem szolgál a cikkben szereplő információk forrásmegjelöléseként.

## További információ
- Innovatív textilek a koronavírus-járványban
- Everything you want to know about cloth masks